# Глембоцьк (Нижньосілезьке воєводство)
Глембоцьк (пол. Głębock, нім. Glausnitz) — село в Польщі, у гміні Подгужин Карконоського повіту Нижньосілезького воєводства.
Населення — 97 осіб (2011).
У 1975-1998 роках село належало до Єленьогурського воєводства.

## Демографія
Демографічна структура станом на 31 березня 2011 року:
|          | Загалом | Допрацездатний вік | Працездатний вік | Постпрацездатний вік |
| -------- | ------- | ------------------ | ---------------- | -------------------- |
| Чоловіки | 47      | 9                  | 36               | 2                    |
| Жінки    | 50      | 8                  | 34               | 8                    |
| Разом    | 97      | 17                 | 70               | 10                   |

## Галерея

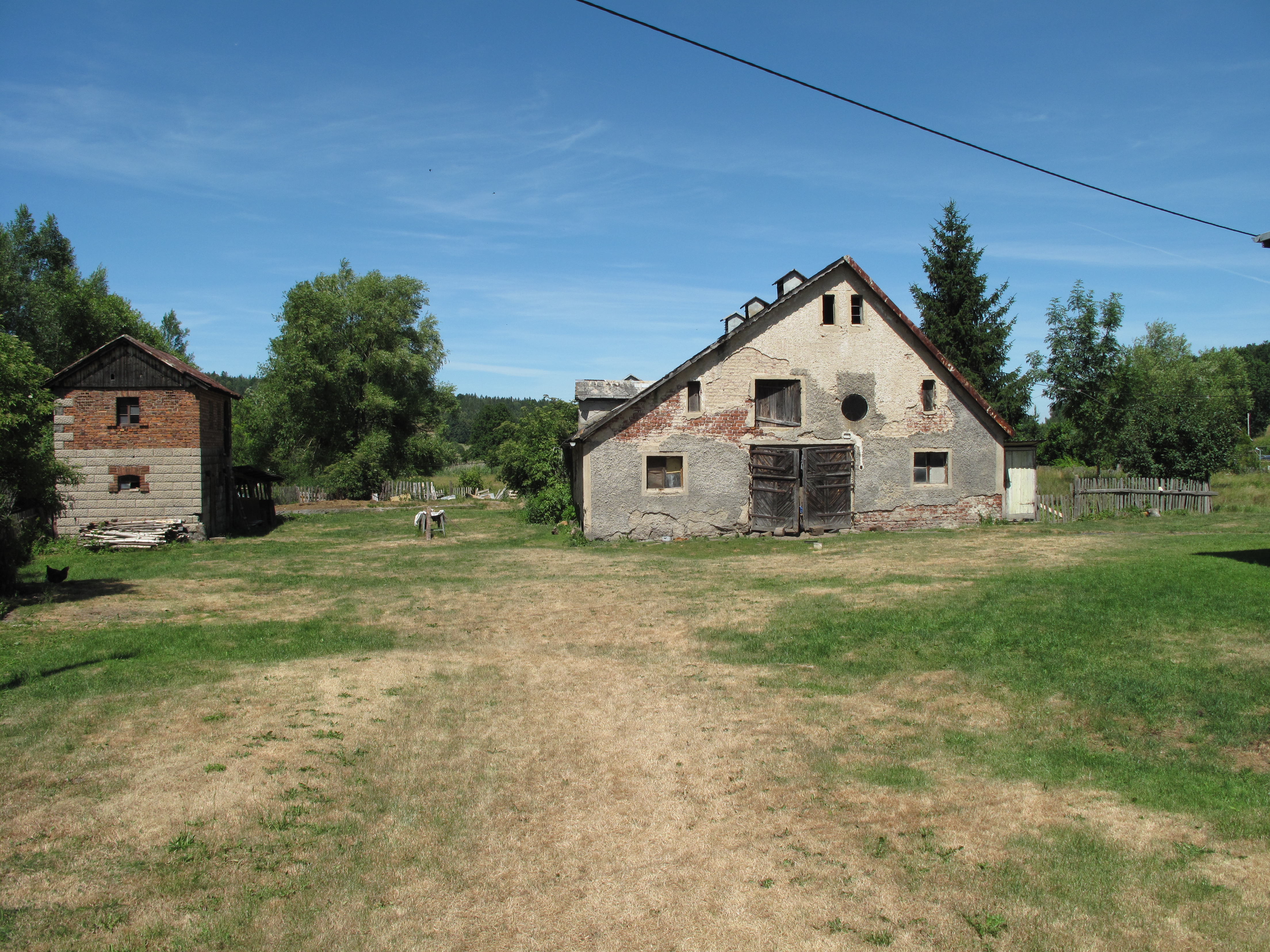
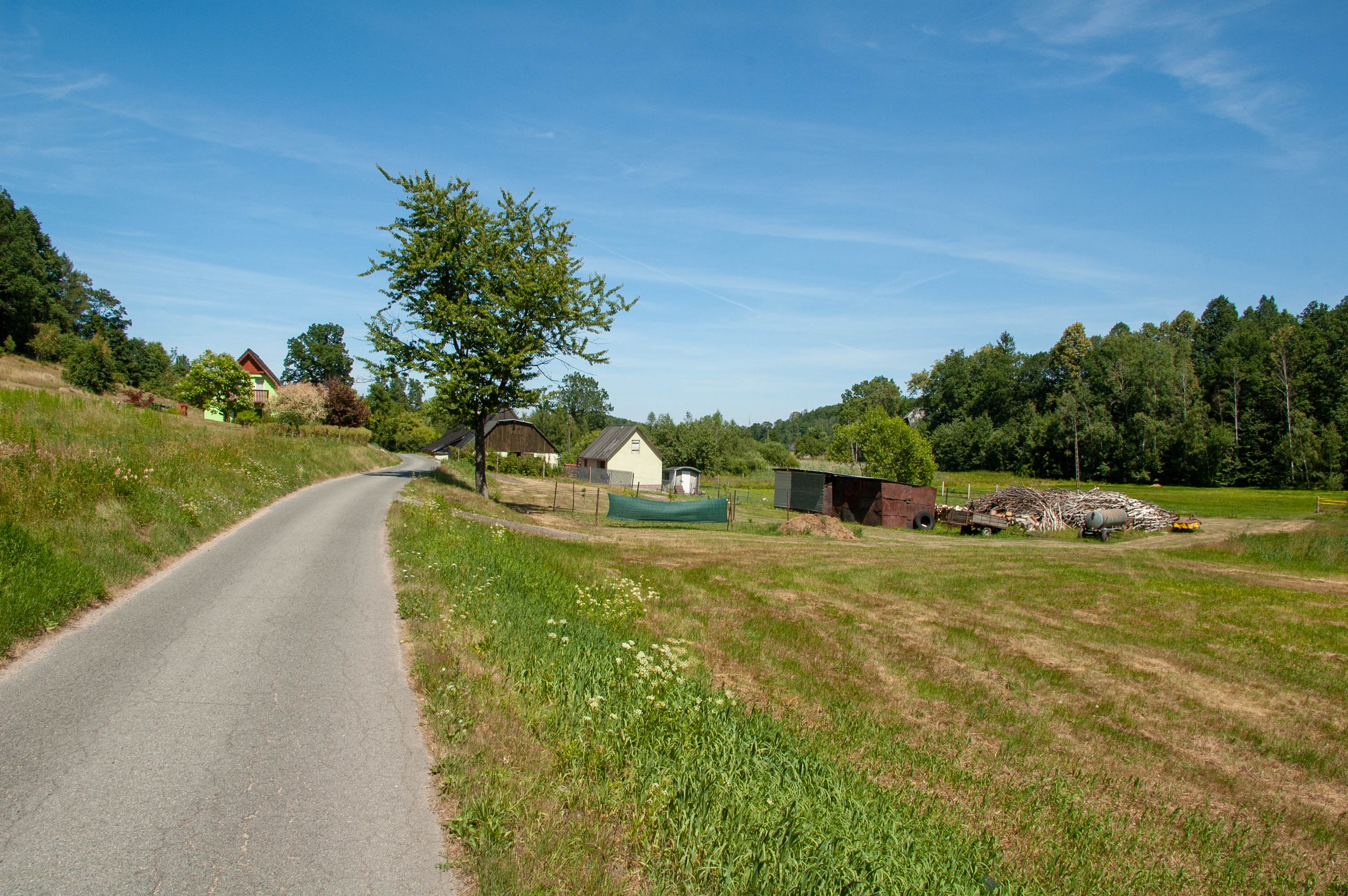
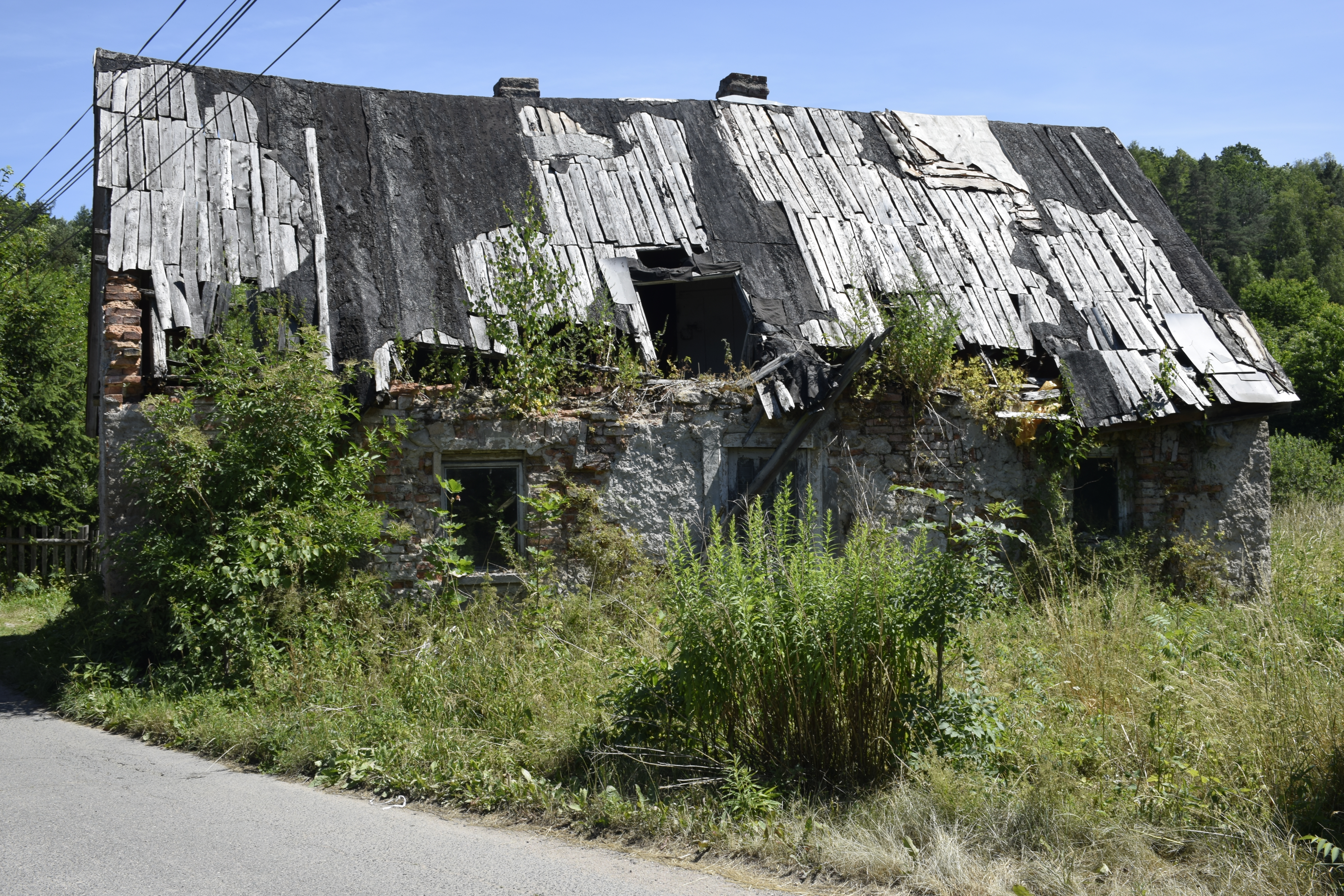